# Ringkøbing Fjord og Nymindestrømmen
Ringkøbing Fjord og Nymindestrømmen este o arie protejată (arie specială de conservare — SAC, sit de importanță comunitară — SCI) din Danemarca întinsă pe o suprafață de 27.684 ha, din care 78 % marine.

## Localizare
Centrul sitului Ringkøbing Fjord og Nymindestrømmen este situat la coordonatele 55°55′16″N 8°16′23″E / 55.921111°N 8.273056°E.

## Înființare
Situl Ringkøbing Fjord og Nymindestrømmen a fost declarat sit de importanță comunitară în februarie 1998 pentru a proteja 1 specie de plante și 6 specii de animale. Situl a fost protejat și ca arie specială de conservare în decembrie 2011.

## Biodiversitate
Situată în ecoregiunile atlantică și marină Atlantică, aria protejată conține 22 de habitate naturale: Lacuri și iazuri distrofice naturale, Dune de coastă cu Juniperus spp., Estuare, Dune mobile cu vegetație embrionară, Dune de coastă fixe cu vegetație erbacee („dune gri”), Dune cu Salix repens ssp. argentea (Salicion arenariae), Dune cu Hyppophaë rhamnoides, Dune mobile de-a lungul țărmului cu Ammophila arenaria („dune albe”), Mlaștini turboase de tranziție și turbării mișcătoare, Dune fixe decalcificate cu Empetrum nigrum, Depresiuni intradunale umede, Ape puternic oligomezotrofe cu vegetație bentonică cu Chara spp., Lagune de coastă, Lacuri eutrofice naturale cu vegetație de tip Magnopotamion sau Hydrocharition, Mlaștini alcaline, Pășuni atlantice udate de apa mării (Glauco-Puccinellietalia maritimae), Formațiuni ierboase bogate în specii de Nardus, dezvoltate pe substraturi silicioase în zone montane (și în zone submontane, în Europa continentală), Pajiști cu Molinia pe soluri calcaroase, turboase sau argilos-nămoloase (Molinion caeruleae), Pajiști uscate europene, Depresiuni pe substraturi de turbă de Rhynchosporion, Cursuri de apă de la nivel de câmpie la nivel montan, cu vegetație Ranunculion fluitantis și Callitricho-Batrachion, Pajiști umede nord-atlantice cu Erica tetralix.
La baza desemnării sitului se află mai multe specii protejate:
- plante (1): Luronium natans
- mamifere (1): vidră de râu (Lutra lutra)
- pești (5): Alosa alosa, Alosa fallax, Lampetra fluviatilis, Petromyzon marinus, somonul (Salmo salar)